# Paspalum delavayi
Paspalum delavayi är en gräsart som beskrevs av Johannes Jan Theodoor Henrard. Paspalum delavayi ingår i släktet tvillinghirser, och familjen gräs. Inga underarter finns listade i Catalogue of Life.